# FutureLearn
FutureLearn è una piattaforma MOOC in lingua inglese, con sede nel Regno Unito. È stata fondata nel dicembre 2012, inizialmente come società interamente di proprietà di The Open University di Milton Keynes (Inghilterra). È la più estesa piattaforma MOOC del Regno Unito essendo composta da 54 università britanniche e internazionali e quattro partner non accademici: British Museum, British Council, British Library e National Film and Television School.

## Storia
FutureLearn fu lanciata nel 2012 con 12 università di ranking elevato ("consistently rank at the top end of the…league tables".) Il lancio fu descritto come una mossa per reagire (fight back) e dare spazio alle istituzioni britanniche per impegnarsi nel MOOC. L'amministratore di FutureLearn, Simon Nelson, aveva precedentemente lavorato alla BBC.
Prima del lancio di FutureLearn, solo poche università britanniche avevano corsi online. Due di queste (University of Edinburgh e University of London) avevano precedentemente raggiunto accordi per fornire corsi tramite Coursera, mentre The Open University aveva pubblicato diversi corsi attraverso la sua piattaforma OpenLearn fin dal 2006. Tuttavia questi servizi erano progettati per lo studio individuale piuttosto che per l'apprendimento collettivo.

## Partner
Università del Regno Unito:
- University of Aberdeen
- University of Bath
- Queen's University Belfast
- University of Birmingham
- University of Bristol
- Cardiff University
- University of East Anglia
- University of Edinburgh
- University of Exeter
- University of Glasgow
- Lancaster University
- University of Leeds
- University of Leicester
- University of Liverpool
- King's College London
- Lancaster University
- London School of Hygiene & Tropical Medicine
- Royal Holloway, University of London
- Loughborough University
- Newcastle University
- University of Nottingham
- The Open University
- University of Reading
- University of Sheffield
- University of Southampton
- University of Strathclyde
- University of Warwick

Università di altri paesi:
- École nationale de l'aviation civile, Francia[9]
- Grenoble École de management, Francia
- Institut supérieur de l'aéronautique et de l'espace, Francia
- University of Auckland, Nuova Zelanda
- Università di Basel, Svizzera
- University of Cape Town, Sudafrica
- Università Fudan, Cina
- Università di Groningen, Paesi Bassi
- Monash University, Australia[10]
- Università di Shanghai Jiao Tong, Cina
- Trinity College, Irlanda[10]
- Università di Oslo, Norvegia
- Università Sungkyunkwan, Corea del Sud
- Università Yonsei, Corea del Sud

Partner non accademici (Regno Unito): 
- National Film and Television School
- British Museum
- British Council
- British Library